# Schauer
Ein Schauer ist ein kurz andauernder Niederschlag, der maximal eine Stunde dauert, mit meist hoher, manchmal schnell wechselnder Niederschlagsintensität und räumlich eng begrenztem Niederschlagsfeld (kleiner als 10 km²). Er entsteht durch starke vertikale Luftbewegungen (Konvektion) und wird daher auch als konvektiver Niederschlag bezeichnet.
Es gibt Regen-, Hagel-, Graupel- und Schneeschauer. Aus der Ferne betrachtet zeigen sich Schauer als Schleppen, die umgangssprachlich als Fallstreifen bezeichnet werden. Der Fachbegriff dafür lautet Praecipitatio, da bei einem Schauer der Niederschlag den Erdboden erreicht.

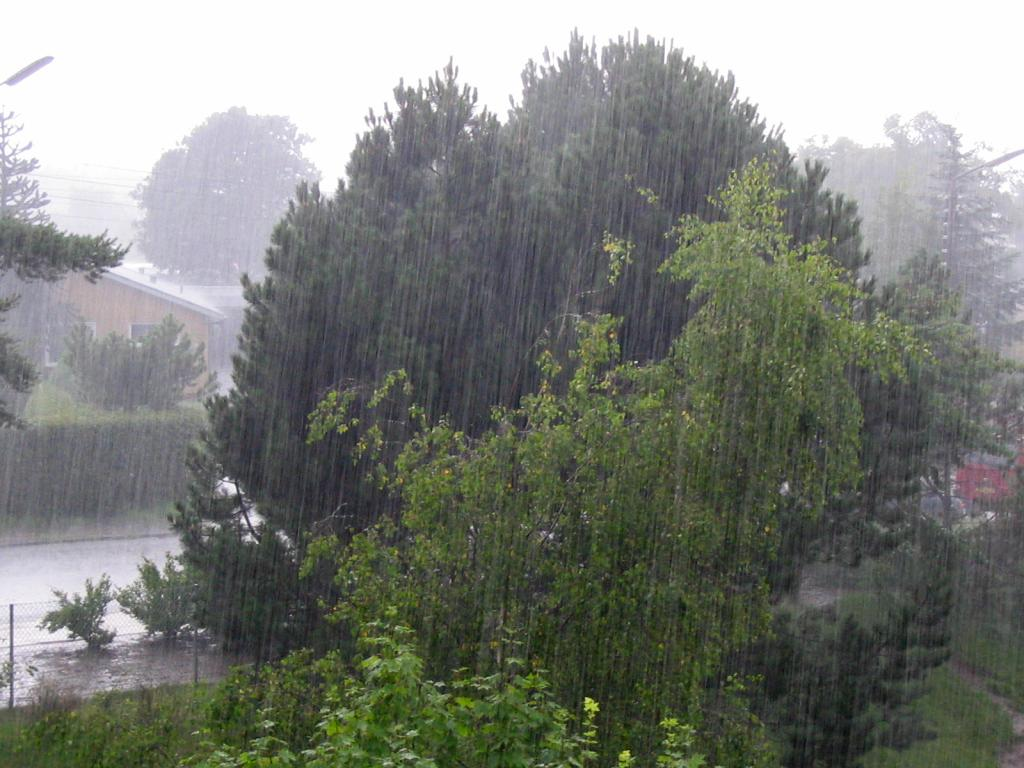
Starker Regenschauer
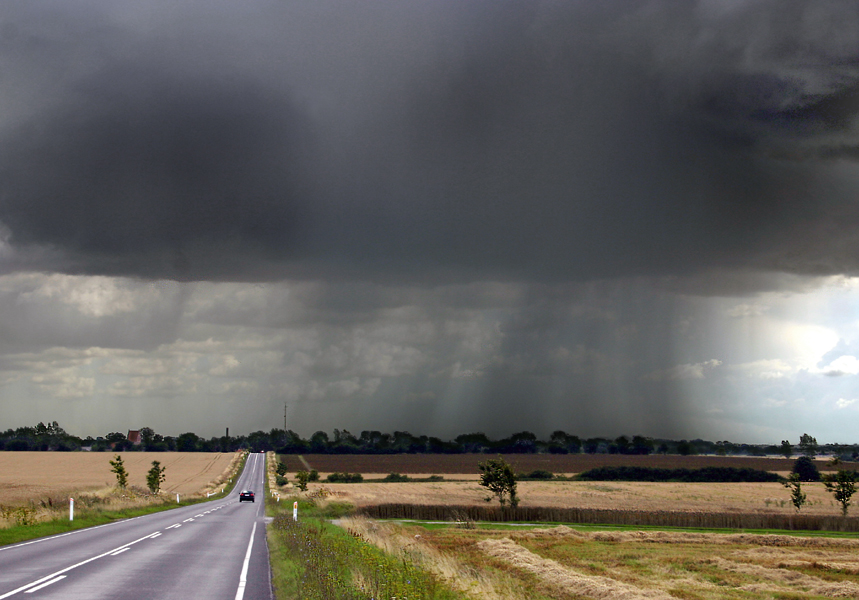
Regenschauer aus der Ferne betrachtet bei Lunde auf Nordfünen, Dänemark
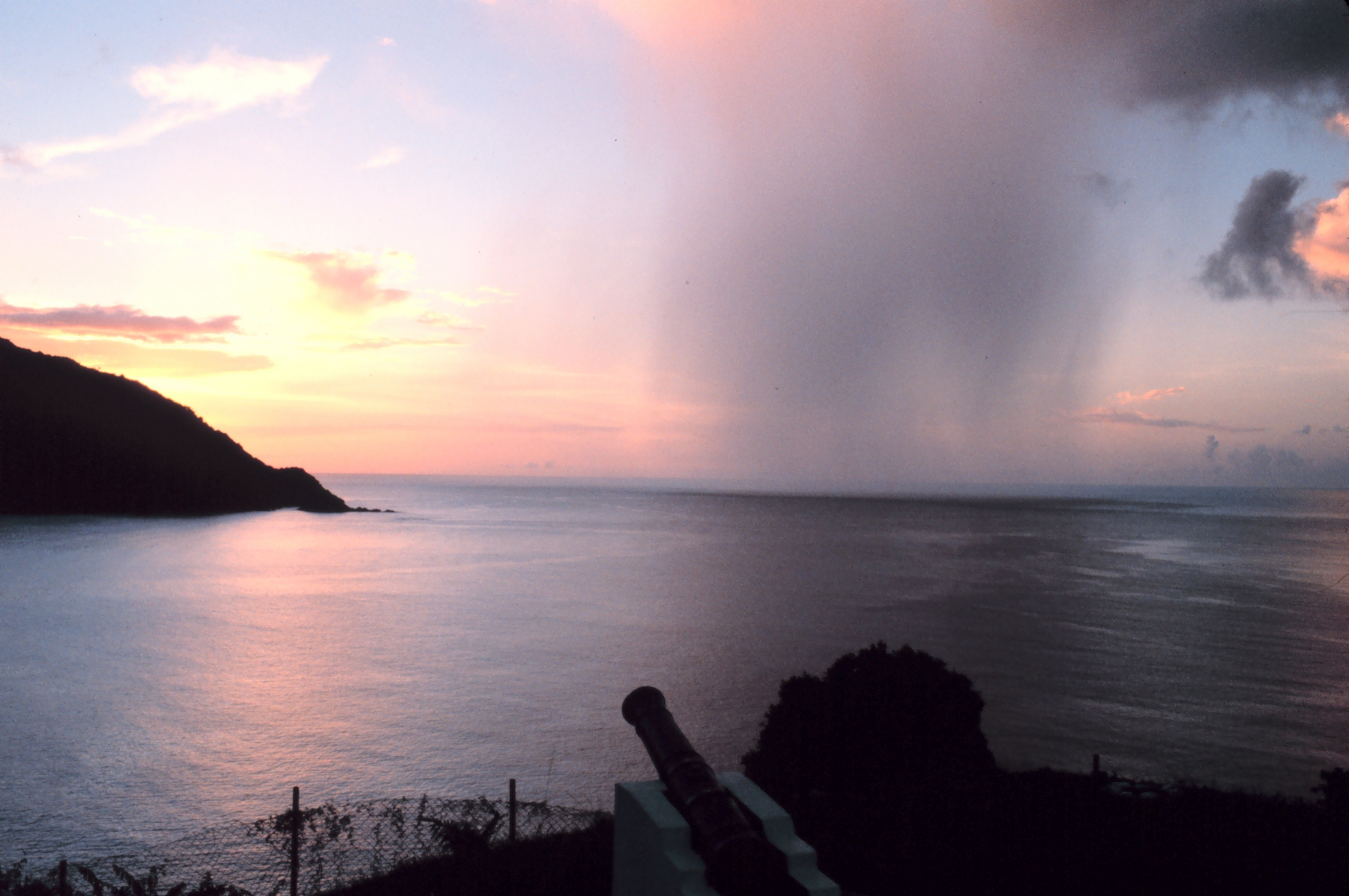
Tropischer Regenschauer bei Sonnenuntergang
- Hagelschauer

## Sonstiges
Meteoritenschauer, bei denen in kurzer Zeit große Mengen Meteoriten niedergehen, treten in der Realität eher selten auf (z. B. auf dem Jupiter 1994). Häufiger werden sie in der Fantasy und der Science-Fiction (z. B. in der Serie Smallville) erwähnt.